# In der Welt habt ihr Angst
In der Welt habt ihr Angst ist ein deutsches Film-Melodram von Hans W. Geißendörfer aus dem Jahr 2011. Das Drama mit Anna Maria Mühe und Max von Thun in den Hauptrollen feierte seine Premiere am 3. März 2011. Der Titel des Films ist ein Zitat aus dem Neuen Testament: „In der Welt habt ihr Angst; aber seid getrost, ich habe die Welt überwunden“ (Johannes 16,33 ).

## Handlung
Die Dirigententochter Eva verliebt sich unsterblich in den heroinsüchtigen Musiker Jo Krämer. Ihre Liebe ist so groß, dass auch sie von der Droge abhängig wird. Doch die beiden wollen von dem Teufelszeug loskommen. Weder Evas Vater noch ihr Exfreund Tom Schäfer, der sie immer noch liebt, sind jedoch bereit, sie finanziell zu unterstützen. Für das Junkie-Pärchen steht aber fest: Sie wollen in die Abgeschiedenheit von Neuseeland und einen Kalten Entzug durchziehen, zumal Eva schwanger ist. Dafür brauchen sie dringend Geld. Ihr Plan: Ein Überfall auf ein Antiquariat. Dabei geht alles schief: Jo wird verhaftet, Eva kann mit einem Sprung in die Regnitz flüchten.
In ihrer Hilflosigkeit nimmt sie den Altphilologen Paul Krämer, der sich gerade in Beziehungsstress befindet, als Geisel und kommt bei ihm unter. Mit aller Macht will sie Jo aus dem Gefängnis holen. Dafür hat das Paar entdeckt, dass es durch seine unerschütterliche Liebe über die Musik in Gedanken kommunizieren kann. Ist Jo nach einem Selbstmordversuch erst einmal in die Psychiatrie verlegt, wird es für Eva ein Leichtes sein, ihn dort herauszuholen, wie sie denkt. Über Umwege und mit der Hilfe von Paul Krämer geht der Plan dann auf. Sie können fliehen. Doch bevor es nach Neuseeland geht, verstecken sich die beiden in einem alten Haus, das Evas Exfreund Tom gehört. Er hat sie mit seinem alten VW-Bus dorthin gebracht. Jedoch merkt er, dass seine Liebe zu Eva immer noch da ist, und ruft die Polizei, die dann auch auf dem abgelegenen Grundstück eintrifft und Eva und Jo zum Herauskommen auffordert. Zum Schluss sieht man nur noch, wie Jo, der gerade beim Holzholen im Schuppen war, mit erhobenen Händen der Polizei entgegenläuft. Eva stürmt mit einer Pistole aus dem Haus, um ihrem Freund zur Hilfe zu kommen. Das Ende bleibt offen.

## Hintergrund
Die Dreharbeiten unter dem Arbeitstitel Schwarzer Strand fanden im November und Dezember 2009 hauptsächlich in Bamberg und Umgebung statt. Für Geißendörfer kam nur die  Weltkulturerbestadt in Frage, wie er im Interview mit dem  Fränkischen Tag erklärte: „Der war hier für Bamberg gedreht, die Geschichte funktioniert nicht in Berlin, New York oder London […] Wenn man als Junkie auf kalten Entzug geht, hat man in Berlin eine Chance, weil man anonym bleiben kann. Wenn man aber Junkie in Bamberg ist, besteht die Gefahr, dass man immer Junkie bleibt.“

## Kritiken
Die Bamberger Lokalzeitung Fränkischer Tag urteilte: „‚In der Welt habt ihr Angst‘ ist ein Film über unerschütterliche Liebe, über nicht erwiderte Liebe, über väterliche Liebe und das ganz normale Chaos von zwei Junkies, die sich auf Entzug befinden – mitten in der kleinbürgerlichen Idylle Bambergs. Ein klassisches Melodram mit viel Pathos, toller Musik und hervorragenden Schauspielern.“ Die Zeit schreibt in ihrer Onlineausgabe: „Eine gute Besetzung bewahrt den Film vor allzu gestrigem Kitsch.“
Die Deutsche Film- und Medienbewertung FBW in Wiesbaden verlieh dem Film das Prädikat wertvoll.